# Богдашевский, Павел Петрович
Богдашевский Павел Петрович (07.07.1881 Минская губерния — 01.06.1970 г. Ланус, Аргентина) военный лётчик, полковник, участник Русско-японской, Первой мировой и Гражданской войны. Кавалер орденов Святого Станислава 2-й и 3-й степени, Святой Анны 2 -й и 3-й степени и 4-й степени с надписью «За храбрость», Святого Владимира 4-й степени с мечами.

## Биография
Родился 7 июля 1881 года в Минской губернии Российской империи в многодневной семье капитана в отставке. Окончил военную школу Ярославского кадетского корпуса и в 1901 году — по второму разряду окончил Одесское пехотное юнкерское училище. Подпоручиком начал службу в 64-м пехотном Казанском полку. Во время Русско-Японской войны служил во 2-м Уссурийском железнодорожном батальоне, затем — с 1906 года в 41-м Восточно-Сибирском полку. После окончания войны вернулся в 64-й Казанский полк.
26.05.1912 года получил свидетельство № 23 об окончании Теоретических авиационных курсов имении В,В, Захарова при Санкт-Петербургском политехническом институте. Для обучения полётам направлен в Севастопольскую авиационную школу. Экзамен на звание «Военного лётчика» сдал на аппарате «Ньюпорт» с получением диплома пилота-авиатора за номером 111.
10.02.1914 года прибыл для прохождения службы в должности младшего офицера 4-й авиационной роты 6-го авиационного отряда в городе Лида. 25.03.1914 года назначен начальником VI Корпусного авиаотряда. С первых дней Первой мировой войны П. П. Богдашевский на Австро-Венгерском фронте. С апреля по июнь 1915 года в Севастопольской авиационной школе осваивал самолёт «Моран». Вернувшись в авиаотряд вступил в его командование. Находился на фронте, совершая боевые и разведывательные вылеты до 16 марта 1916 года. 17.03.1916 года капитан Богдашевский направлен в Киев с задачей по формированию XI авиационного дивизиона. Выполнив задачу, вернулся на фронт. Всю Мировую войну находился в боевой авиации. Последняя должность — помощник инспектора авиации Юго-Западного фронта. За безупречную службу и боевые заслуги награждён 6 орденами.
Октябрьский переворот не принял. В сентябре 1918 года вступил в Добровольческую Армию на Кубани и был назначен в Управление инспектора авиации. Служил помощником начальника Севастопольской Военно-Авиационной школы, помощником командира авиационной группы под командованием генерала В. М. Ткачёва, В составе Донского авиационного парка в 1920-м году служил в Крыму.
В эмиграции в Югославии, после Второй мировой войны — в Аргентине. Умер полковник Павел Петрович Богдашнвский 1 июня 1970 года. Похоронен в Буэнос-Айресе.